# 拉尼耶
拉尼耶（：‎；阿拉伯语：‎），伊拉克库尔德斯坦地区苏莱曼尼亚省乡镇，是拉尼耶区政府驻地，位于省会苏莱曼尼亚西北130（81英里）。

## 图集

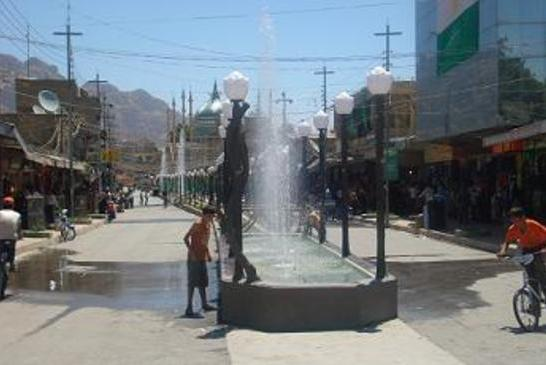
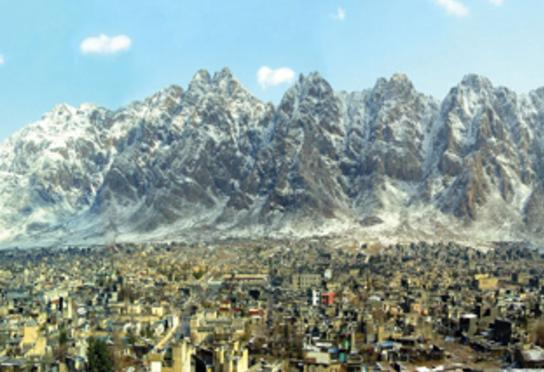
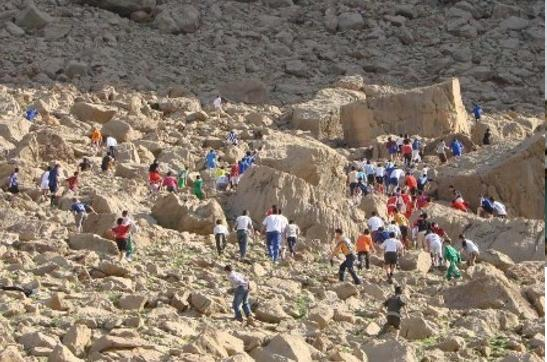
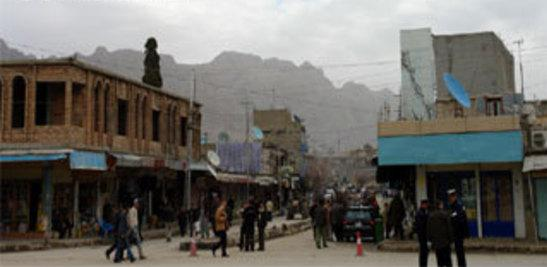